# شهرستان رایت (آیووا)
شهرستان رایت، آیووا (به انگلیسی: Wright County, Iowa) شهرستانی در ایالات متحده آمریکا است که در آیووا واقع شده‌است.

## خصوصیات
شهرستان رایت ۱٬۵۰۷٫۳۸ کیلومترمربع مساحت دارد.